# Ebingen
Ebingen is een plaats in de Duitse gemeente Albstadt, deelstaat Baden-Württemberg, en telt 19.618 inwoners (2006).

## Geboren
- Kurt Georg Kiesinger (1904-1988), bondskanselier van Duitsland (1966-1969)
- Martin Friedrich Jehle (1914-1982), pianobouwer

Burgfelden · Ebingen · Laufen aan de Eyach · Lautlingen · Margrethausen · Onstmettingen · Pfeffingen · Tailfingen · Truchtelfingen